# Зонная теория
Зо́нная тео́рия твёрдого те́ла — квантовомеханическая теория движения электронов в твёрдом теле.
Свободные электроны в вакууме могут иметь любую энергию — их энергетический спектр непрерывен. Однако, электроны, принадлежащие изолированным атомам, в соответствии с квантовомеханическими представлениями, имеют определённые дискретные значения энергии. В твёрдом теле энергетический спектр электронов существенно иной, он состоит из отдельных разрешённых энергетических зон, разделённых зонами запрещённых энергий.

## Физические основы зонной теории

Рисунок 1: Формирование зон при сближении атомов. s, p — атомные орбитали изолированных атомов.

Согласно постулатам Бора, в изолированном атоме энергия электрона может принимать строго дискретные значения (также говорят, что электрон находится на одной из орбиталей).
В случае нескольких атомов, объединённых химической связью (например, в молекуле), электронные орбитали расщепляются в количестве, пропорциональном числу атомов, образуя так называемые молекулярные орбитали. При дальнейшем увеличении системы до макроскопического кристалла (число атомов более 1020), количество орбиталей становится очень большим, а разница энергий электронов, находящихся на соседних орбиталях, соответственно очень маленькой, энергетические уровни сливаются в практически непрерывные дискретные наборы — энергетические зоны. Наивысшая из разрешённых энергетических зон в полупроводниках и диэлектриках, в которой при температуре 0 К все уровни энергии заняты электронами, называется валентной зоной, следующая за ней — зоной проводимости. В металлах зоной проводимости называется разрешённая зона с наивысшей энергией, в которой находятся электроны при температуре 0 К.
В основе зонной теории лежат следующие главные приближения:
1. Твёрдое тело представляет собой идеально периодический кристалл.
2. Равновесные положения узлов кристаллической решётки фиксированы, то есть ядра атомов считаются неподвижными (адиабатическое приближение). Малые колебания атомов вокруг равновесных положений, которые могут быть описаны как фононы, вводятся впоследствии как возмущение электронного энергетического спектра.
3. Многоэлектронная задача сводится к одноэлектронной: воздействие на данный электрон всех остальных описывается некоторым усреднённым самосогласованным периодическим полем.

Ряд явлений, по существу многоэлектронных, таких как ферромагнетизм, сверхпроводимость, и таких, где существенны экситоны, не может быть последовательно рассмотрен в рамках зонной теории. Вместе с тем, при более общем подходе к построению теории твёрдого тела оказалось, что многие результаты зонной теории богаче её исходных предпосылок.

## Расположение зон в материалах разных типов

Рисунок 2: Упрощённая зонная диаграмма для проводников, полупроводников и диэлектриков.

В различных веществах, а также в различных формах одного и того же вещества, энергетические зоны располагаются по-разному. По взаимному расположению этих зон вещества делят на три большие группы (см. рисунок 2):
- проводники — зона проводимости и валентная зона перекрываются, образуя одну зону, называемую зоной перекрытия, таким образом, электрон может свободно перемещаться между ними, имея любую допустимо малую энергию. Таким образом, при приложении к телу разности потенциалов, электроны свободно движутся из точки с меньшим потенциалом в точку с большим, образуя электрический ток. К проводникам относятся все металлы;
- полупроводники — зоны не перекрываются, и расстояние между ними (ширина запрещённой зоны) составляет менее 2,0 эВ[2]. При абсолютном нуле температуры в зоне проводимости нет электронов, а валентная зона полностью заполнена электронами, которые не могут изменить своё квантовомеханическое состояние, так как все состояния заняты, то есть не могут упорядоченно двигаться при приложении электрического поля. Поэтому при нулевой абсолютной температуре собственные полупроводники не проводят электрический ток. При повышении температуры за счёт теплового движения часть электронов, нарастающая при повышении температуры, «забрасывается» из валентной зоны в зону проводимости и собственный полупроводник становится электропроводным, причём его проводимость нарастает при увеличении температуры, так как растёт концентрация носителей заряда — электронов в зоне проводимости и дырок в валентной зоне. У полупроводников ширина запрещённой зоны относительно невелика, поэтому для перевода электронов из валентной зоны в зону проводимости требуется энергия меньшая, чем для диэлектрика, именно поэтому чистые (собственные, нелегированные) полупроводники обладают заметной проводимостью при ненулевой температуре;
- диэлектрики — зоны как и у полупроводников не перекрываются, и расстояние между ними составляет, условно, более 2,0 эВ. Таким образом, для того, чтобы перевести электрон из валентной зоны в зону проводимости требуется значительная энергия (температура), поэтому диэлектрики ток при невысоких температурах практически не проводят.

Разделение веществ на полупроводники и диэлектрики весьма условно, потому материалы с шириной запрещённой зоны более 3—4 эВ и менее 4—5 эВ иногда относят к широкозонным полупроводникам — материалам, совмещающим свойства и диэлектриков и полупроводников. К широкозонным полупроводникам относят алмаз (5—6 эВ), GaN (3,4 эВ), ZnS (3,56 эВ), ZnO (3,4 эВ). В то же время к диэлектрикам обычно относят TiO2 (3,0 эВ), Та2О5 (4,4 эВ), Al2O3 (~7 эВ), SiO2 (~9 эВ), HfO2 (~5,4 эВ) и многие другие. При достаточно высоких температурах все диэлектрики приобретают полупроводниковый механизм электропроводности. Отнесение вещества к тому или иному классу больше зависит от способа использования или предмета изучения вещества тем или иным автором. Иногда в классе полупроводников выделяют подкласс узкозонных полупроводников — с шириной запрещённой зоны менее 1 эВ.
Зонная теория является основой современной теории твёрдых тел. Она позволила понять природу и объяснить важнейшие свойства проводников, полупроводников и диэлектриков. Величина запрещённой зоны между валентной зоной и зоной проводимости является ключевой величиной в зонной теории, она определяет оптические и электрические свойства материала.
Поскольку одним из основных механизмов передачи электрону энергии является тепловой, проводимость полупроводников очень сильно зависит от температуры. Также проводимость можно увеличить, создав разрешённый энергетический уровень в запрещённой зоне путём легирования. C помощью легирования создаются все полупроводниковые приборы: солнечные элементы (преобразователи света в электричество), диоды, транзисторы, полупроводниковые лазеры и другие.
Переход электрона из валентной зоны в зону проводимости называют процессом генерации носителей заряда (отрицательного — электрона, и положительного — дырки), обратный переход — процессом рекомбинации.

## Структура зон и методы её расчёта

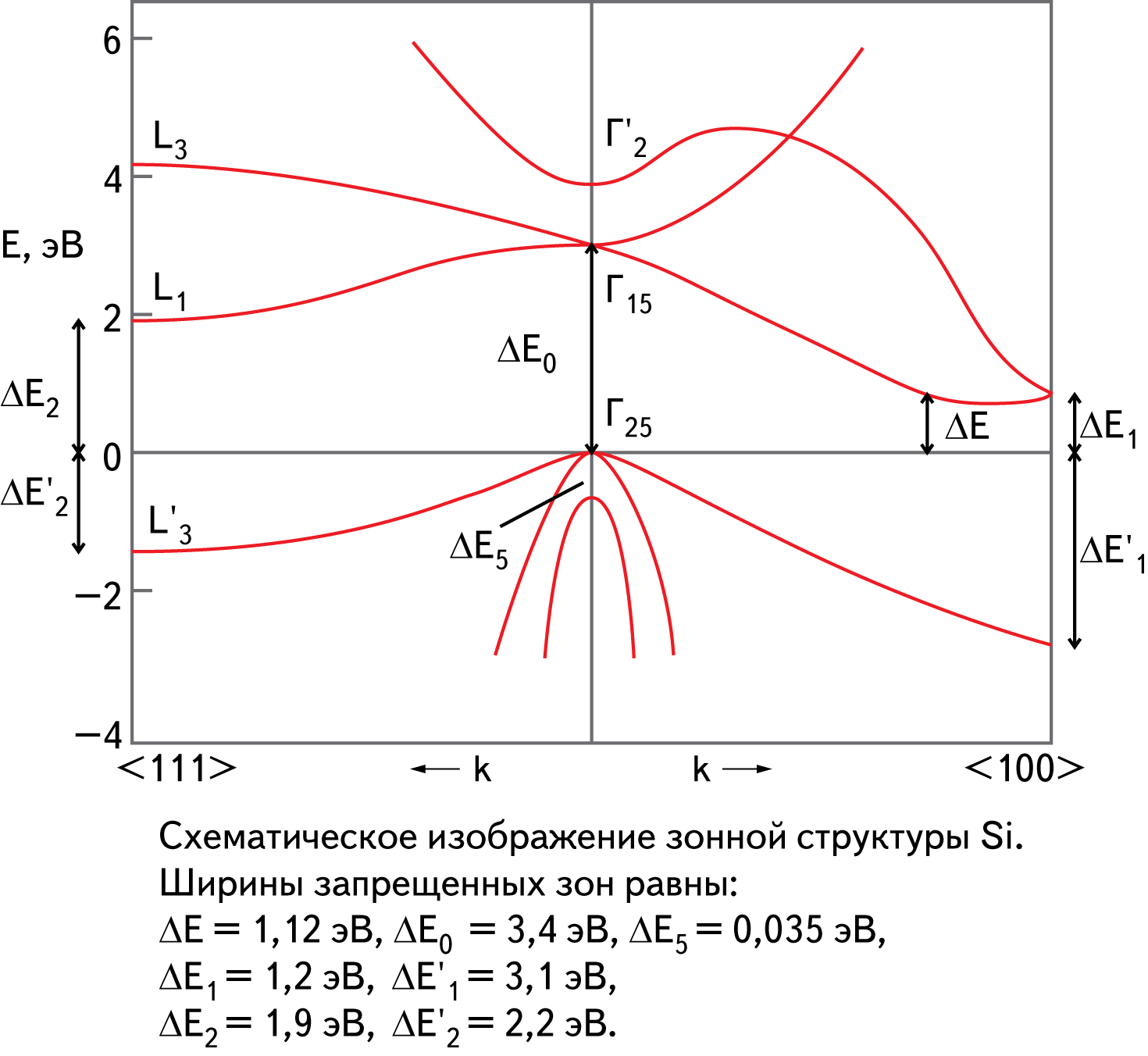
Рисунок 3: Зонная структура кремния. <111> и <100> — направления в обратном пространстве.

Отнесение энергии {\displaystyle E} к разрешённой зоне предполагает, что в состоянии с каким-либо волновым вектором {\displaystyle {\vec {k}}} электрон обладает такой энергией. Для вакуума соотношение {\displaystyle E({\vec {k}})} имеет простой вид {\displaystyle E({\vec {k}})={\mbox{const}}+\hbar ^{2}k^{2}/2m_{e}} (здесь {\displaystyle m_{e}} — масса свободного электрона, {\displaystyle \hbar } — редуцированная постоянная Планка). Зависимости {\displaystyle E({\vec {k}})} для твёрдого тела значительно сложнее и характеризуются анизотропией, поэтому в полном виде их можно задать только массивом чисел. Кроме того, обычно существует не одна, а ряд зависимостей {\displaystyle E({\vec {k}}).} Для наиболее важных кристаллографических направлений могут быть построены графики {\displaystyle E(k)} (см. пример на рисунке 3).
Таким образом, и зона проводимости, и валентная зона имеют сложную структуру и объединяют сразу несколько {\displaystyle E({\vec {k}})}-ветвей.
Энергетический спектр электронов в кристалле в одноэлектронном приближении описывается уравнением Шрёдингера:
{\displaystyle \left\{-{\frac {{\hbar }^{2}}{2m_{0}}}{\triangledown }^{2}+U(\mathbf {r} )\right\}\psi (\mathbf {r} )=E\psi (\mathbf {r} ),}
где {\displaystyle U(\mathbf {r} )} — периодический потенциал кристалла.
Нахождение собственных функций и значений уравнения Шрёдингера по сути складывается из двух частей. Первая часть — это определение периодического потенциала, вторая сводится к решению уравнения при данном потенциале.
Расчёт зонной структуры конкретных полупроводников крайне затруднён в силу целого ряда причин, и прежде всего потому, что отсутствует аналитическое выражение для {\displaystyle U(\mathbf {r} ).} Поэтому при любых расчётах в формулах содержатся некоторые параметры, значение которых определяется на основе сравнения с экспериментальными данными. Например, ширина запрещённой зоны определяется только экспериментально.
Наиболее широко в конкретных расчётах зонной структуры используются следующие методы:
1. Метод линейных комбинаций атомных орбит (ЛКАО).
2. Метод присоединённых плоских волн (ППВ или APW — Augmented Plane Waves).
3. Метод функции Грина (Корринги — Кона — Ростокера, или ККР).
4. Метод ортогонализированных плоских волн (ОПВ).
5. Метод псевдопотенциала.
6. Различные интерполяционные схемы ({\displaystyle \mathbf {k} {\hat {\mathbf {p} }}} — метод, эмпирический метод псевдопотенциала, комбинированный метод псевдопотенциала и ЛКАО).